# Pinterville
Pinterville ist eine französische Gemeinde mit 805 Einwohnern (Stand: 1. Januar 2022) im Département Eure in der Region Normandie; sie gehört zum Arrondissement Les Andelys und zum Kanton Pont-de-l’Arche. Die Einwohner werden Pintervillais genannt.

## Geographie
Pinterville liegt etwa 28 Kilometer südsüdöstlich von Rouen und etwa 18 Kilometer nordnordöstlich von Évreux. Der Eure begrenzt die Gemeinde im Westen. Umgeben wird Pinterville von den Nachbargemeinden Louviers im Norden, Vironvay im Nordosten, Heudebouville im Osten, Acquigny im Süden sowie Le Mesnil-Jourdain im Westen.

## Bevölkerungsentwicklung
| Jahr                       | 1962 | 1968 | 1975 | 1982 | 1990 | 1999 | 2006 | 2018 |
| Einwohner                  | 388  | 419  | 494  | 516  | 835  | 757  | 850  | 752  |
| Quellen: Cassini und INSEE |      |      |      |      |      |      |      |      |

## Sehenswürdigkeiten
- Gräberallee aus der Jungsteinzeit, seit 1947 Monument historique

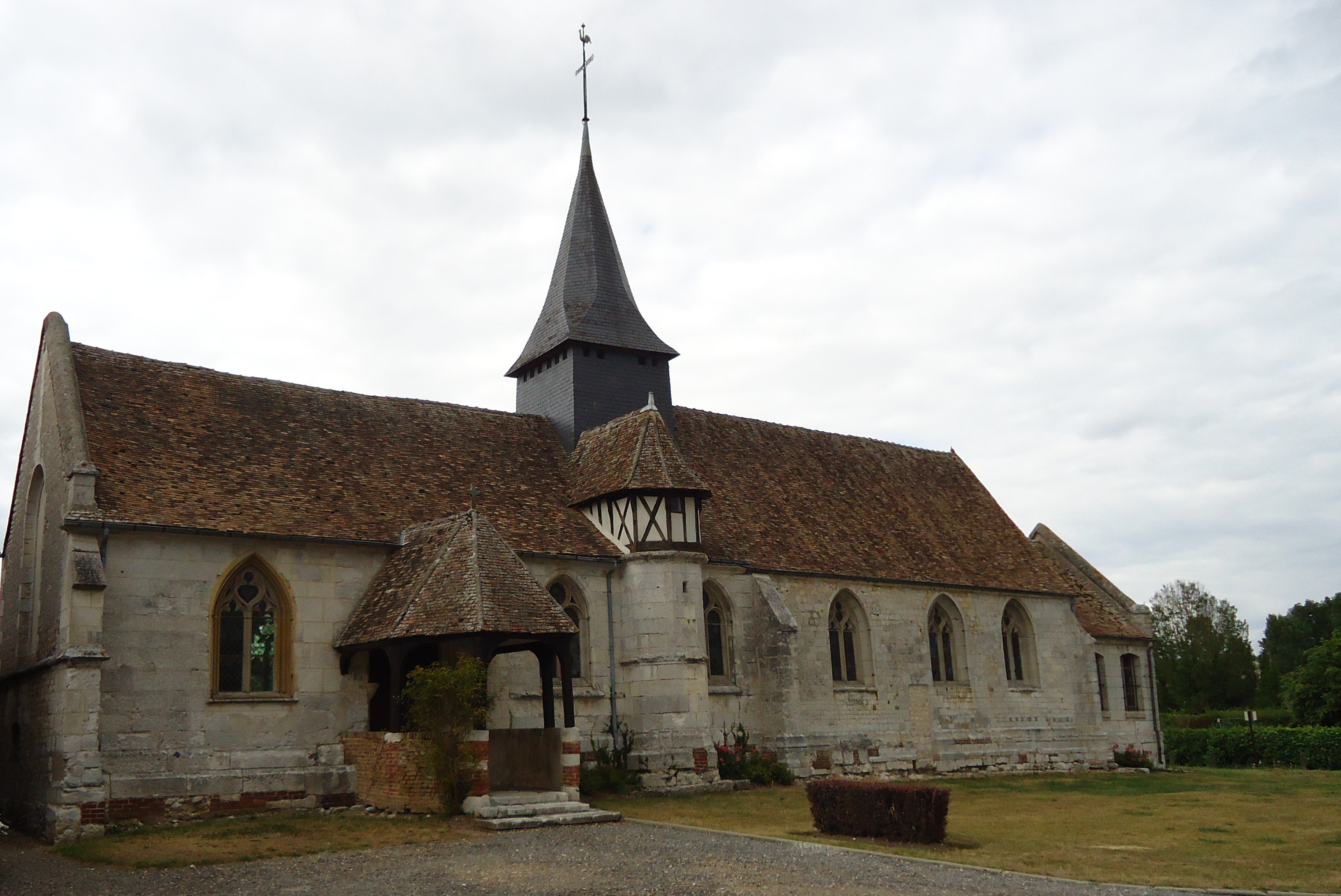
Kirche Sainte-Trinité
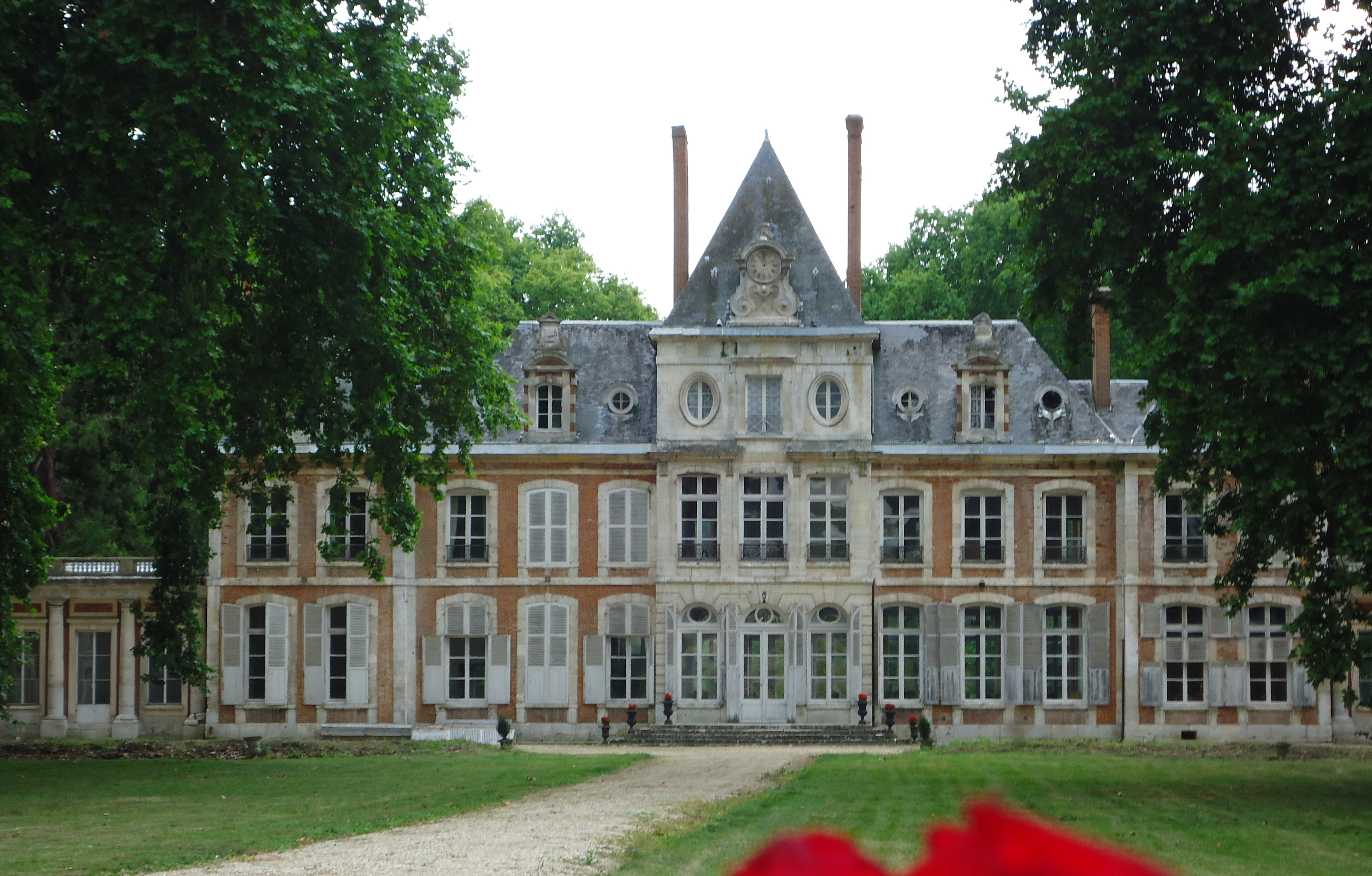
Schloss Pinterville
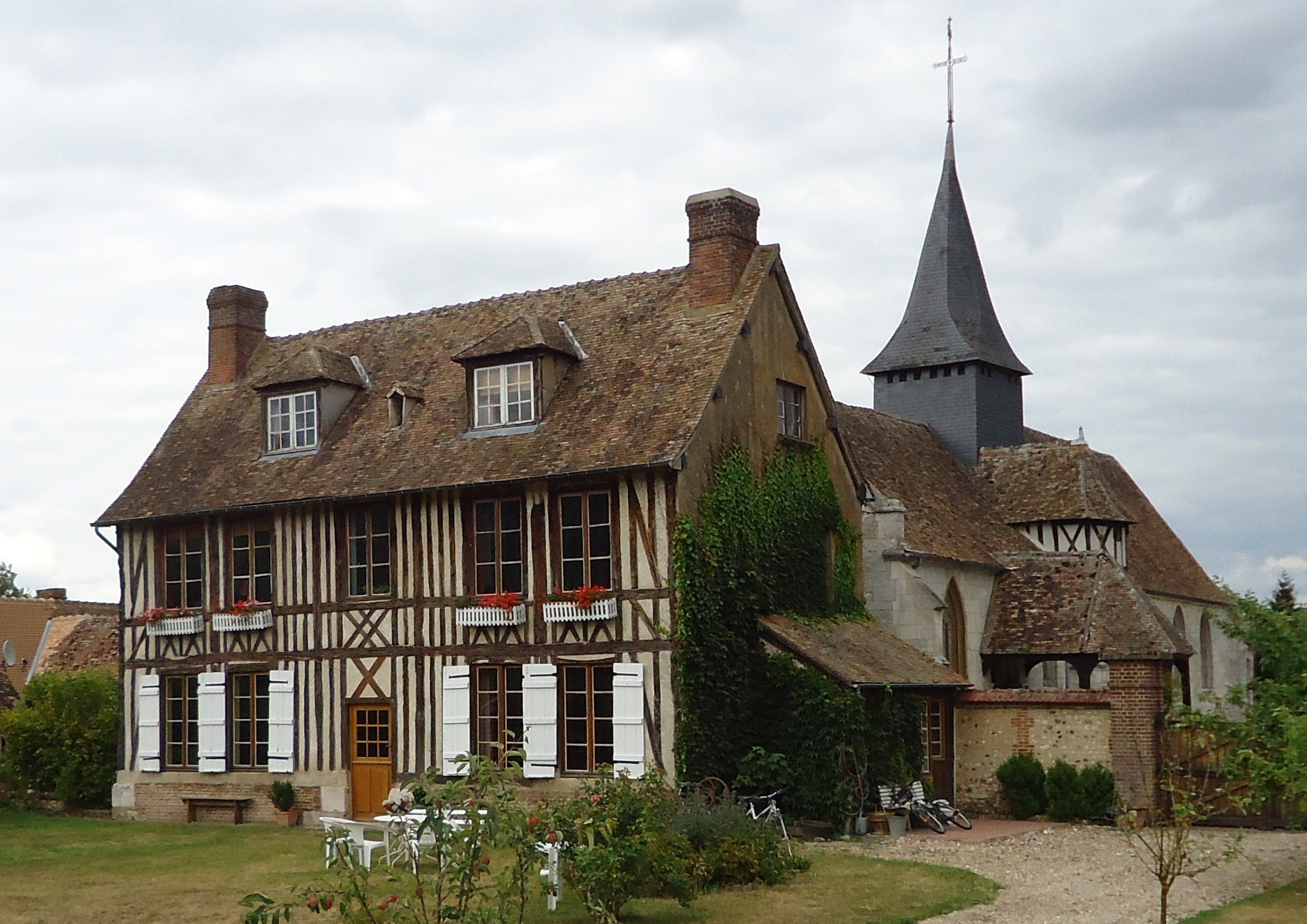
Pfarrhaus

- Pfarrhaus aus dem 18. Jahrhundert

- Kirche Sainte-Trinité
- Schloss Pinterville
- Pfarrhaus